# Delfzijl
Delfzijl este o comună și o localitate în provincia Groningen, Țările de Jos. 

## Localități componente
Bierum, Biessum, Borgsweer, Delfzijl, Farmsum, Godlinze, Holwierde, Krewerd, Losdorp, Meedhuizen, Spijk, Termunten, Termunterzijl, Uitwierde, Wagenborgen, Weiwerd, Woldendorp.

## Transport
- gara Delfzijl
- gara Delfzijl Vest

## Industrie
Delfzijl este cel de-al cincilea cel mai mare port din Olanda și locația unei fabrici de aluminiu conduse de către fabrica de aluminiu Delfzijl (parte a Corus Group). În anul 2004 topitoria a produs o cantitate record de 112400 tone de aluminiu lichid. Turnătoria a produs 157,700 de tone de produs brut. Delfzijl este, de asemenea, cunoscut pentru industria sa chimica, la marginea orasului se afla o zonă industrială cu o suprafață de 3 kilometri pătrați, care este una dintre cele mai mari generatori de locuri de muncă din zonă. Aceasta este zona cu cel de-al doilea cel mai mare export de produse chimice din Olanda (după Rotterdam), și este cunoscută pentru exporturile majore de clor și produse conexe.

## Orașe înfrățite
- Aubenas, Franța
- Cesenatico, Italia
- Schwarzenbek, Germania
- Sierre, Elveția
- Zelzate, Belgia
- Shunan, Japonia